# Potamon hispidum
Potamon hispidum is een krabbensoort uit de familie van de Potamidae.